# Copa de la República (Chile)
La Copa República, oficialmente Copa de la República, fue un campeonato de la primera división del fútbol chileno disputado a comienzos de 1984. Universidad Católica se tituló como exclusivo campeón y Naval de Talcahuano fue subcampeón. 
Aunque correspondía al calendario futbolístico de 1983, la Copa de la República se disputó entre el 10 de enero y 7 de marzo de 1984.
Contrario a lo que se ha informado en algunas oportunidades, esta competencia nunca reemplazó a la Copa Chile, también disputada en 1983 y 1984, otro título de Universidad Católica y de Everton respectivamente, aunque por su equivalencia se acumulan en el recuento de copas complementarias a la liga tal como ocurre con la Copa Invierno.

## Descenso a Segunda División
Dentro de las bases de la Copa República se estipulaba que los cuatro equipos semifinalistas aseguraban automáticamente la permanencia en Primera División para la temporada 1984, independientemente de su posición final en Primera División. Esta situación significó que Santiago Wanderers, a pesar de finalizar en la posición 21 del torneo nacional (posición de descenso) se mantuvo en Primera División, con lo cual el equipo que acompañaría inicialmente al último del torneo Audax Italiano en la siguiente temporada en  Segunda División  sería Unión Española. 
Dado que Copa se diseñó y disputó en paralelo con el último tramo del Campeonato Nacional, Unión Española realizó un reclamo formal ante el Consejo de Presidentes de la  ACF para evitar su descenso. El Consejo determinó finalmente que tanto el conjunto hispano, como Santiago Wandereres  y Audax Italiano se mantendrían en Primera División, con lo cual el número de participantes para 1984 aumentó de 24 a 26 equipos. 

## Primera fase
| Everton         | Wanderers (v)  | 3:4 | 2:1 | 5:5       |
| Naval           | Huachipato     | 1:0 | 1:1 | 2:1       |
| San Felipe      | Trasandino     | 1:0 | 4:1 | 5:1       |
| Green Cross     | Fernández Vial | 1:0 | 1:3 | 2:3       |
| Colo-Colo       | Audax Italiano | 0:1 | 2:2 | 2:3       |
| Iquique (v)     | Arica          | 1:1 | 2:2 | 3:3       |
| U. de Chile (p) | Unión Española | 1:0 | 0:1 | 1:1 (5:4) |
| Antofagasta (v) | Cobreloa       | 3:0 | 1:4 | 4:4       |
| U. Católica (v) | Palestino      | 0:1 | 2:1 | 2:2       |
| Atacama         | Magallanes     | 2:0 | 2:3 | 4:3       |
| O'Higgins       | Rangers        | 0:4 | 0:3 | 0:7       |

Nota: Unión Española clasificó a la siguiente ronda como mejor perdedor de esta fase.

## Segunda fase
| Wanderers       | San Felipe     | 2:0 | 3:4 | 5:4 |
| U. Católica (v) | U. de Chile    | 0:1 | 2:1 | 2:2 |
| Unión Española  | Audax Italiano | 0:0 | 0:2 | 0:2 |
| Fernández Vial  | Naval          | 1:3 | 1:2 | 2:5 |
| Iquique (v)     | Antofagasta    | 0:0 | 1:1 | 1:1 |
| Rangers         | Atacama (v)    | 1:2 | 1:0 | 2:2 |

## Tercera ronda
| Wanderers | Audax Italiano  | 1:0 | 1:1 | 2:1 |
| Naval     | U. Católica (v) | 3:2 | 1:2 | 4:4 |
| Iquique   | Atacama         | 4:0 | 2:1 | 6:1 |

Nota: Naval se clasificó a la siguiente ronda como mejor perdedor de esta fase.

## Semifinales
| Wanderers | U. Católica | 0:0 | 0:3 | 0:3 |
| Naval     | Iquique     | 1:0 | 1:1 | 2:1 |

## Final
| 7 de marzo de 1984 | Universidad Católica | 1:0 (0:0) | Naval | Estadio Santa Laura, Santiago                                             |                                                                           |
|                    | Juan Ramón Isasi 49' | Reporte   |       | Asistencia: 11 365 espectadores Árbitro(s): Juan Silvagno Cavanna (Chile) | Asistencia: 11 365 espectadores Árbitro(s): Juan Silvagno Cavanna (Chile) |

|       | POR   | Patricio Toledo    |  |
|       | DEF   | Rubén Espinoza     |  |
|       | DEF   | Óscar Lihn         |  |
|       | DEF   | René Valenzuela    |  |
|       | DEF   | Pablo Yoma         |  |
|       | MED   | Miguel Ángel Neira |  |
|       | MED   | Patricio Mardones  |  |
|       | MED   | Jorge Aravena      |  |
|       | DEL   | Juvenal Olmos      |  |
|       | DEL   | Osvaldo Hurtado    |  |
|       | DEL   | Juan Ramón Isasi   |  |
| D. T. | D. T. | Ignacio Prieto     |  |

|       | POR   | Manuel Araya    |     |
|       | DEF   | Nelson Figueroa |     |
|       | DEF   | Jorge Rodríguez |     |
|       | DEF   | Marcelo Pacheco |     |
|       | DEF   | Luis Valenzuela |     |
|       | MED   | Jaime Gaete     |     |
|       | MED   | Rubén Sánchez   | 46' |
|       | MED   | Juan Soto       |     |
|       | DEL   | José Bernal     |     |
|       | DEL   | Óscar Arriaza   |     |
|       | DEL   | Óscar Herrera   |     |
| D. T. | D. T. | Luis Ibarra     |     |

|  | MED | Bandera de Chile | Entró |
|  | DEF | Bandera de Chile | Entró |

|  | MED | Tomás Díaz | 46' |

| 49' | Juan Ramón Isasi |  |

| Principal | Juan Silvagno Cavanna |

|       | POR   | Patricio Toledo    |  |
|       | DEF   | Rubén Espinoza     |  |
|       | DEF   | Óscar Lihn         |  |
|       | DEF   | René Valenzuela    |  |
|       | DEF   | Pablo Yoma         |  |
|       | MED   | Miguel Ángel Neira |  |
|       | MED   | Patricio Mardones  |  |
|       | MED   | Jorge Aravena      |  |
|       | DEL   | Juvenal Olmos      |  |
|       | DEL   | Osvaldo Hurtado    |  |
|       | DEL   | Juan Ramón Isasi   |  |
| D. T. | D. T. | Ignacio Prieto     |  |

|       | POR   | Manuel Araya    |     |
|       | DEF   | Nelson Figueroa |     |
|       | DEF   | Jorge Rodríguez |     |
|       | DEF   | Marcelo Pacheco |     |
|       | DEF   | Luis Valenzuela |     |
|       | MED   | Jaime Gaete     |     |
|       | MED   | Rubén Sánchez   | 46' |
|       | MED   | Juan Soto       |     |
|       | DEL   | José Bernal     |     |
|       | DEL   | Óscar Arriaza   |     |
|       | DEL   | Óscar Herrera   |     |
| D. T. | D. T. | Luis Ibarra     |     |

|  | MED | Bandera de Chile | Entró |
|  | DEF | Bandera de Chile | Entró |

|  | MED | Tomás Díaz | 46' |

| 49' | Juan Ramón Isasi |  |

| Principal | Juan Silvagno Cavanna |

|       | POR   | Patricio Toledo    |  |
|       | DEF   | Rubén Espinoza     |  |
|       | DEF   | Óscar Lihn         |  |
|       | DEF   | René Valenzuela    |  |
|       | DEF   | Pablo Yoma         |  |
|       | MED   | Miguel Ángel Neira |  |
|       | MED   | Patricio Mardones  |  |
|       | MED   | Jorge Aravena      |  |
|       | DEL   | Juvenal Olmos      |  |
|       | DEL   | Osvaldo Hurtado    |  |
|       | DEL   | Juan Ramón Isasi   |  |
| D. T. | D. T. | Ignacio Prieto     |  |

|       | POR   | Manuel Araya    |     |
|       | DEF   | Nelson Figueroa |     |
|       | DEF   | Jorge Rodríguez |     |
|       | DEF   | Marcelo Pacheco |     |
|       | DEF   | Luis Valenzuela |     |
|       | MED   | Jaime Gaete     |     |
|       | MED   | Rubén Sánchez   | 46' |
|       | MED   | Juan Soto       |     |
|       | DEL   | José Bernal     |     |
|       | DEL   | Óscar Arriaza   |     |
|       | DEL   | Óscar Herrera   |     |
| D. T. | D. T. | Luis Ibarra     |     |

|  | MED | Bandera de Chile | Entró |
|  | DEF | Bandera de Chile | Entró |

|  | MED | Tomás Díaz | 46' |

| 49' | Juan Ramón Isasi |  |

| Principal | Juan Silvagno Cavanna |

|       | POR   | Patricio Toledo    |  |
|       | DEF   | Rubén Espinoza     |  |
|       | DEF   | Óscar Lihn         |  |
|       | DEF   | René Valenzuela    |  |
|       | DEF   | Pablo Yoma         |  |
|       | MED   | Miguel Ángel Neira |  |
|       | MED   | Patricio Mardones  |  |
|       | MED   | Jorge Aravena      |  |
|       | DEL   | Juvenal Olmos      |  |
|       | DEL   | Osvaldo Hurtado    |  |
|       | DEL   | Juan Ramón Isasi   |  |
| D. T. | D. T. | Ignacio Prieto     |  |

|       | POR   | Manuel Araya    |     |
|       | DEF   | Nelson Figueroa |     |
|       | DEF   | Jorge Rodríguez |     |
|       | DEF   | Marcelo Pacheco |     |
|       | DEF   | Luis Valenzuela |     |
|       | MED   | Jaime Gaete     |     |
|       | MED   | Rubén Sánchez   | 46' |
|       | MED   | Juan Soto       |     |
|       | DEL   | José Bernal     |     |
|       | DEL   | Óscar Arriaza   |     |
|       | DEL   | Óscar Herrera   |     |
| D. T. | D. T. | Luis Ibarra     |     |

|  | MED | Bandera de Chile | Entró |
|  | DEF | Bandera de Chile | Entró |

|  | MED | Tomás Díaz | 46' |

| 49' | Juan Ramón Isasi |  |

| Principal | Juan Silvagno Cavanna |

## Campeón
| Chile                        |
| Campeón Universidad Católica |

## Goleadores
| Jugador                   | Selección            | Goles |
| ------------------------- | -------------------- | ----- |
| Juvenal Olmos             | Universidad Católica | 3     |
| Dagoberto Donoso          | Naval de Talcahuano  | 3     |
| Ricardo Flores            | Naval de Talcahuano  | 3     |
| Fidel Dávila              | Deportes Iquique     | 3     |
| Víctor "Pititore" Cabrera | Regional Atacama     | 3     |
| Julio Rodríguez           | Deportes Antofagasta | 3     |
| Pablo Prieto              | Rangers              | 3     |
| Juan Carlos Letelier      | Cobreloa             | 3     |
| Luis Araneda              | Everton              | 3     |